# Mesochorus rubidus
Mesochorus rubidus là một loài tò vò trong họ Ichneumonidae.